# Банкнота
Банкно́та, банкно́т (от англ. bank — «банк» и note — «расписка») — денежный знак, изготовленный на основе бумаги из хлопка, реже — льна или абаки, специальных видов пластика, или их сочетания, так называемых «гибридных банкнот». Ранее — также из плотной ткани (обычно шёлка), кожи, дерева или металла, обычно прямоугольной формы.
Изначально банкнота была векселем (нотой) банка, по которому банк был обязан уплатить предъявителю означенную сумму в полновесной золотой или серебряной монете. Фактически, это была расписка о передаче на хранение в банк монет. Правом эмиссии таких банковских векселей обладали многие коммерческие банки. Формально, лишь выпустивший банкноту банк нёс по ней обязательства, но на практике банки часто принимали чужие банкноты, а потом их взаимно обменивали. Затем государство сосредоточило выпуск банкнот в центральном банке, а обмен банкнот на полновесные монеты стал обязанностью банков, что обеспечивало поддержание золотого стандарта. Со временем обмен банкнот на полновесные монеты сперва ограничили, а потом и вовсе от него отказались — банкноты превратились в фидуциарные деньги.
Сейчас банкноты национальных валют выпускаются, как правило, центральными банками и де-юре обязательны к приёму на всей территории страны наравне с монетами (в некоторых странах монеты не выпускаются).
Самыми древними банкнотами являются китайские (династии Тан), датируемые VIII веком.

## Подделка и защита от неё
Хотя слово «фальшивомонетчик» сначала подразумевало только подделку монет, сейчас его используют и для обозначения злоумышленников, занимающихся подделкой любых денежных знаков. В отличие от циркуляционных монет, стоимость которых в настоящее время невелика, а качественная подделка сопряжена с техническими сложностями, подделывание банкнот относительно проще и экономически целесообразнее, поэтому распространено гораздо шире. Фальшивомонетничество незаконно и осуществляется как частными лицами в корыстных интересах, так и целыми государствами с целью подрыва экономики враждебных стран или улучшения положения в своей собственной.

## Необычные банкноты мира

### Самая древняя известная банкнота мира
- Китай: частная — VIII век; государственная — 812 год н. э.

### Самая крупная по номиналу банкнота мира
Денежная единица Венгрии пенгё в 1945—1946 годах «прославилась» самым высоким уровнем инфляции за всю историю денежного обращения в мире.
В январе 1946 года была введена дополнительная денежная единица адопенгё, курс которой к 28 июля того же года был равен двум триллионам пенгё.
3 июля 1946 года была выпущена банкнота номиналом в 1 миллиард триллионов (то есть 1021) пенгё — самая большая по номиналу банкнота в мире. Для сравнения, диаметр всей нашей Вселенной по научным оценкам — 14,76⋅1023 км.

### Самые крупные по покупательной способности действующие банкноты
- 10 000 долларов США. Такие банкноты выпускались в США с XIX века. Последний выпуск был в 1945 году[4]. Первоначально эти банкноты имели покупательную способность в десятки раз выше, но за сотню лет из-за инфляции и отказа от золотого стандарта они многократно обесценились. При попадании в банковскую систему они изымаются из оборота[5]. В настоящий момент, как считается, не изъяты из обращения только 336 штук серий 1928 и 1934 годов, однако точное количество их неизвестно[6][7]. Поэтому их стоимость в современных каталогах обычно вообще не указывается.
- 500 000 (пятьсот тысяч) тайских батов. Выпущена 26 мая 2000 года Банком Таиланда ограниченным тиражом в 1998 экземпляров в честь золотой свадьбы короля Пхумипона Адульядета и королевы Сирикит и их коронации[8]. По состоянию на август 2014 года по рыночному курсу номинальная стоимость банкноты составляла 15 560 долларов США. Каталожная цена — 25 000 долларов США.
- Из банкнот, реально находящихся в обращении, наибольшей покупательной способностью обладают 10 000 брунейских и сингапурских долларов, которые были эквивалентны, по состоянию на август 2014 года, примерно 8000 долларов США.

### Самая крупная по покупательной способности банкнота для внутренних расчётов
- 1 миллион фунтов стерлингов 1948 года (выведены из оборота). Для расчётов внутри Банка Англии. Известны 2 шт. Аукционная стоимость на 2008 год 78 тысяч фунтов стерлингов[9].
- Сто тысяч долларов США. Действующая только для расчётов между Казначейством США, ФРС и банками. В обороте никогда не находилась. Коллекционерам не продаётся.

### Самая крупная по размеру банкнота
Памятная банкнота Малайзии номиналом в 600 ринггитов образца 2017 года имеет размеры 370×220 мм, немного ей уступает памятная банкнота Филиппин номиналом 100 тысяч песо образца 1998 года, имеющая размеры 355×215 мм.

## Российская империя, СССР, СНГ, Россия

### Самая крупная по номиналу банкнота страны
- Один миллиард рублей (получила прозвище лимонард)[10], ЗСФСР 1924 года.

### Самая мелкая по номиналу банкнота страны
- Одна копейка. Впервые выпущена при Николае Втором в 1915 году из-за дефицита разменной монеты в связи с начавшейся мировой войной. Впоследствии выпускалась в Либаве, региональными выпусками во время Гражданской войны, в СССР Госбанком, различными наркоматами и министерствами, Внешторгбанком, Внешпосылторгом трестом Арктикуголь — для внутренних расчётов.

### Самая крупная по покупательной способности и размеру банкнотаРоссийской империи
- 500 рублей 1898/1912 года (петенька) — самые крупные до 1917 года находившиеся в обращении банкноты России, обеспеченные 387,1 граммами чистого золота. Размер банкноты образца 1912—275×126 мм. 1 августа 1914 года Россия вступила в Первую мировую войну. Закон от 27 июля 1914 года отменил размен кредитных билетов на золото.

### Самая крупная по покупательной способности банкнота СССР
- 25 червонцев 1922 года (250 рублей) — самая крупная после 1917 года находившаяся в обращении банкнота РСФСР и СССР, обеспеченная 193,56 граммами чистого золота.

### Самая мелкая по покупательной способности банкнота страны
- Один рубль пятаковками 1918 или совзнаками 1919 года в 1924 году стоил во время деноминации одну пятидесятимиллиардную часть одного рубля советскими червонцами, то есть один червонец стоил пятьсот миллиардов рублей 1918 года.

### Самая крупная по номиналу банкнота странСНГ
- Пять миллионов неденоминированных белорусских рублей 1999 года.

### Самая большая по размеру банкнота страны
- Петенька — 500 рублей Российской империи образца 1912 года (275×127 мм).

### Самая маленькая по размеру банкнота страны
- Один рубль-марка РСФСР 1922 года (40×48 мм).

### Необычные банкноты
- Во время голода 1921 года и безудержной гиперинфляции советских рублей — совзнаков Киевским Натурсоюзом были выпущены расчётные чеки в не обесценивающейся каждый день валюте — достоинством 1 пуд хлеба.
- В период с 1919 по 1921 годы в Якутии в качестве бумажных денег использовались специальным образом оформленные винные этикетки[11].